# La Gauche moderne
La Gauche moderne (LGM, „Die moderne Linke“) ist eine politische Partei in Frankreich, die 2007 von Jean-Marie Bockel, einem früheren Mitglied der Parti socialiste, gegründet wurde. Die Partei bezeichnet sich selbst als sozialliberal und zur linken Mitte gehörend. Sie unterstützte allerdings die Präsidentschaft des Konservativen Nicolas Sarkozy (UMP) und war im Europäischen Parlament Teil der Fraktion der Europäischen Volkspartei (Christdemokraten). 

## Geschichte

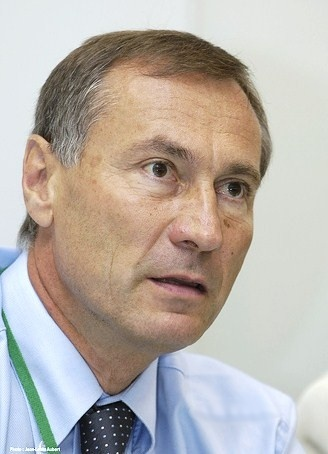
Parteigründer Jean-Marie Bockel (2007)

### Strömung der PS (2001–2007)
Vor der Gründung der LGM als eigene Partei gab es ab 2001 innerhalb der Parti socialiste (PS) einen Club namens Gauche moderne, der sich für eine liberale Sozialpolitik nach dem Vorbild des britischen Premierministers Tony Blair eingesetzt hatte. Der vom Senator und Bürgermeister von Mülhausen im Elsass, Jean-Marie Bockel, initiierte Leitantrag „Für einen liberalen Sozialismus“ erhielt beim PS-Parteitag 2005 in Le Mans 0,64 % der Delegiertenstimmen. 
Nicolas Sarkozy von der konservativen Union pour un mouvement populaire (UMP) erklärte nach seinem Sieg bei der Präsidentschaftswahl 2007 eine ouverture („Öffnung“) seiner Regierung, d. h., er lud Politiker anderer Parteien ein, sich daran zu beteiligen. Jean-Marie Bockel nahm das Angebot an und wurde im Juni 2007 zum Staatssekretär im Außenministerium ernannt.

### Verbündete der UMP (2007–2011)
Da die PS die Regierungsbeteiligung ablehnte, wurde Bockel aus der Partei ausgeschlossen. Daraufhin wandelte er La Gauche moderne von einer innerparteilichen Strömung in eine separate Partei um, deren erster Parteitag am 29. und 30. November 2007 abgehalten wurde. Unter den Gründungsmitgliedern war Sophia Chikirou, ehemalige Sprecherin von Laurent Fabius (sie wechselte jedoch ein Jahr später zur Parti de gauche). Zudem trat La Diagonale, ein Zirkel „linker Sarkozysten“, der LGM bei. Éric Besson, ein weiteres ehemaliges PS-Mitglied, das zur Sarkozy-Regierung übergelaufen war, schloss sich hingegen nicht der LGM an, sondern bildete Les Progressistes als Strömung innerhalb der UMP.
LGM hatte bis 2011 zwei Sitze im Senat (Jean-Marie Bockel, Daniel Marsin), danach einen. In der Nationalversammlung war sie nie vertreten. Die Partei war bis 2011 Bestandteil des von der UMP geführten Wahlbündnisses Majorité présidentielle und war mit ihrem Vorsitzenden Bockel im Comité de liaison de la majorité présidentielle vertreten. Auch finanziell hing die Kleinpartei von der UMP ab: Im Jahr 2008 nahm LGM 11.355 Euro an Mitgliedsbeiträgen und 62.460 Euro an Spenden ein, während sie 100.000 Euro von der UMP überwiesen bekam. Im Jahr 2009 verzeichnete LGM 1500 Mitglieder.
Bei den französischen Kommunalwahlen 2008, bei denen LGM erstmals antrat, gewann die Partei etwa vierzig Sitze. In einigen Städten verloren jedoch LGM-Mitglieder, die zuvor für die PS gewählt worden waren, ihre Mandate an neue PS-Kandidaten. Jean-Marie Bockel wurde mit Unterstützung der UMP und weiterer Mitte-rechts-Parteien als Bürgermeister von Mülhausen im Elsass wiedergewählt.
Bei der Europawahl 2009 trat LGM ebenso wie Nouveau Centre, eine weitere Kleinpartei, auf der Liste der konservativen UMP an und erreichte zwei Mandate im Europäischen Parlament. Ihre beiden EU-Abgeordneten Marielle Gallo und Michèle Striffler saßen bis 2014 in der christdemokratischen EVP-Fraktion. Bei den Regionalwahlen 2010 erhielt LGM je einen Sitz in den Regionalräten von Guadeloupe und La Réunion sowie zwei im Elsass.
Nach dem Ausscheiden Bockels aus der Regierung Ende 2010 löste sich LGM von der UMP. Im Juni 2011 bildete die LGM mit der Parti radical unter Jean-Louis Borloo und weiteren kleinen Parteien der Mitte die Alliance républicaine, écologiste et sociale als Bündnis für die Präsidentschafts- und die Parlamentswahlen 2012. Das Bündnis verzichtete schließlich entgegen der ursprünglichen Ankündigung auf einen eigenen Präsidentschaftskandidaten, stattdessen rief LGM zur Wiederwahl Nicolas Sarkozys auf. Zwei Vorstandsmitglieder, die stattdessen François Hollande unterstützen wollten, traten daraufhin aus der Partei aus und gründeten Gauche Moderne et Républicaine (GMR). Bei den Parlamentswahlen im Juni 2012 stellte LGM in 10 Wahlkreisen eigene Kandidaten auf, jedoch ohne Erfolg.

### Bestandteil der UDI (2012–2017)
Im Oktober 2012 schloss sich die LGM mit weiteren kleinen Parteien der Mitte (Parti radical, Nouveau Centre, Convention démocrate) zur Union des démocrates et indépendants (UDI) zusammen. Am 8. Dezember 2012 unterzeichnete die LGM ein Assoziierungsabkommen mit der Parti radical. Zur Europawahl 2014 trat LGM im Rahmen der Allianz von UDI und MoDem an, ihre Mitglieder standen jedoch nicht auf erfolgreichen Listenplätzen. Bockel wurde im September 2014 als Senator wiedergewählt. Bei der Präsidentschaftswahl 2017 rief LGM zur Wahl von Emmanuel Macron auf und schied damit aus der UDI aus. Bockel legte im September 2017 den Parteivorsitz der LGM nieder und blieb Mitglied der UDI.